# 馬文·厄爾·羅伯茲
馬文·厄爾·羅伯茲（英語：Marvin Earl Roberts，1935年5月14日—），是美國著名驯馬師。他推廣自然馬術的概念，主張騎者可以一種被稱為「Equus」的非語言方式與馬匹溝通。